# Bleiburg
Bleiburg (slovinsky a česky Pliberk) je malé město na jihu Rakouska, v Korutanech, v okrese Völkermarkt, asi 40 km na východojihovýchod od Klagenfurtu, asi 4 km od hranic se Slovinskem, v údolí potoka Feistritz (pravý přítok řeky Dráva), na severu hory Peca v pohoří Karavanky. Ve městě bydlí asi 4 000 obyvatel, z nichž 30,4 % tvoří Korutanští Slovinci (v roce 1971 jich zde bylo 52,8 %).

## Historie
Město je poprvé zmiňováno roku 1228 jako castrum et forum Pliburch. V květnu 1945 zde došlo k jednomu z největších masakrů druhé světové války, kdy zde jugoslávští partyzáni povraždili desetitisíce převážně chorvatských, ale i slovinských a dalších válečných zajatců a kolaborantů.

## Jazykové souvislosti
Název vznikl podle hradu Bleiburg (německy Olověný hrad). Název hradu může souviset s těžbou olova v blízké hoře Peca.

## Katastrální území
Městečko je tvořeno následujícími dvanácti katastrálními území (v závorce používané slovinské varianty):
- Aich (Dob)
- Bleiburg (Pliberk)
- Grablach (Grablje)
- Kömmel (Komelj)
- Moos (Blato)
- Oberloibach (Libuče)
- Rinkenberg (Vogrče)
- Sankt Margarethen (Šmarjeta)
- Schattenberg (Senčni kraj)
- Unterloibach (Libuče)
- Weißenstein (Belšak)
- Woroujach (Borovje)

Obec se skládá z 23 částí (v závorce počet obyvatel k 1. lednu 2015)):
| - Aich (Dob) (144) - Bleiburg (Pliberk) (1376) - Dobrowa (Dobrova) (18) - Draurain (Brege) (15) - Ebersdorf (Drveša vas) (475) - Einersdorf (Nonča vas) (277) - Grablach (Grablje) (33) - Kömmel (Komelj) (68) | - Kömmelgupf (Komeljski vrh) (24) - Loibach (Libuče) (399) - Lokowitzen (Lokovica) (5) - Moos (Blato) (163) - Replach (Replje) (64) - Rinkenberg (Vogrče) (276) - Rinkolach (Rinkole) (87) - Ruttach (Rute) (37) | - Sankt Georgen (Šentjur) (35) - Sankt Margarethen (Šmarjeta) (89) - Schattenberg (Senčni Kraj) (21) - Schilterndorf (Čirkovče) (147) - Weißenstein (Belšak) (22) - Wiederndorf (Vidra vas) (188) - Woroujach (Borovje) (80) |